# 井上雅宏
井上 雅宏（いのうえ まさひろ、1963年9月 - ）は、日本の実業家。ダイハツ工業代表取締役社長。

## 人物・経歴
京都府出身。父は自営業者。1987年に同志社大学経済学部を卒業後、トヨタ自動車入社。生産管理部三好工場配属を皮切りに、1994年にはブラジルトヨタへ出向。1996年本社中南米部。2004年海外企画部グループ長。2007年米州営業部室長。2011年ブラジルトヨタ副社長。2014年本社第2トヨタ企画部第1企画室長。
2015年中南米部部長。2019年中南米本部副本部長兼中南米部部長。同年中南米本部本部長、中南米Chief Executive Officerとなり、ブラジルトヨタ、アルゼンチントヨタ、ベネズエラトヨタの会長を兼務。2024年ダイハツ工業代表取締役社長、日本自動車工業会理事、大阪職業能力開発協会副会長に就任。